# Епархия Нью-Уэстминстера
Епархия Нью-Уэстминстера (лат. Eparchia New-Westminstersis Ucrainorum) — епархия Украинской грекокатолической церкви с центром в городе Нью-Уэстминстер, Канада. Епархия Нью-Уэстминстера входит в Виннипегскую митрополию. Юрисдикция епархии Нью-Уэстминстера распространяется на провинции Британская Колумбия, Северо-Западные территории и Юкон. Кафедральным собором епархии Нью-Уэстминстера является собор Пресвятой Евхаристии в городе Нью-Уэстминстера.

## История
27 июня 1974 года Римский папа Павел VI издал буллу «Cum territorii», которой учредил епархию Нью-Уэстминстера, выделив её из епархии Эдмонтона.

## Ординарии епархии
- епископ Иероним Химый (27.06.1974 — 19.09.1992);
- епископ Северин Якымышин (5.01.1995 — 1.06.2007);
- епископ Кеннет Новаковский (1.06.2007 — по настоящее время).

## Источник
- Annuario Pontificio, Libreria Editrice Vaticana, Città del Vaticano, 2003, ISBN 88-209-7422-3
- Булла Cum territorii, AAS 66 (1974), стр. 470  (лат.)